# جیمی دلگادو
جیمی دلگادو (انگلیسی: Jamie Delgado؛ زاده ۲۱ مارس ۱۹۷۷) مربی تنیس و تنیس‌باز بازنشسته اهل بریتانیا است.